# Geissois stipularis
Geissois stipularis är en tvåhjärtbladig växtart som beskrevs av Albert Charles Smith. Geissois stipularis ingår i släktet Geissois och familjen Cunoniaceae. Inga underarter finns listade i Catalogue of Life.